# Сан-Симеон (деревня)
Сан-Симеон (англ. San Simeon) — деревня в США в округе Сан-Луис-Обиспо штата Калифорния.

## Описание
Находится в юго-западной Калифорнии. Расположена на берегу Тихого океана с видом на залив Сан-Симеон. Ранчо Пьедрас-Бланкас, часть мексиканского земельного гранта 1840 года, было приобретено Джорджем Херстом, отцом издателя Уильяма Рэндольфа Херста, в 1865 году. Позднее Джордж Херст приобрёл соседние ранчо, Санта-Роза и Сан-Симеон.
Его огромное частное поместье (245 000 акров [100 000 гектаров]) унаследовал его сын и единственный ребёнок, который в 1919–1920 годах начал строительство комплекса роскошных зданий и садов, которые должны были служить загородным домом. Херст назвал свое новое поместье La Cuesta Encantada (исп.: «Зачарованный холм») из-за его расположения на вершине холма в хребте Санта-Люсия. Главная резиденция, La Casa Grande (исп.: «Большой дом») площадью 60 000 квадратных футов (5600 квадратных метров), представляет собой здание в стиле средиземноморского возрождения, в котором 115 комнат, включая 38 спален и 41 ванную комнату, и фасад которого напоминает собор, дополненный двумя колокольнями. Этот особняк, известный как замок Херста, отличается роскошным внутренним убранством и архитектурными элементами, приобретенными Херстом и его агентами в европейских церквях и дворцах, а также богатой коллекцией антиквариата и произведений искусства. Комплекс Сан-Симеон (послуживший прототипом для Ксанаду в классическом фильме Орсона Уэллса «Гражданин Кейн») также включает в себя театр, три роскошных гостевых дома в итальянском стиле и фасад римского храма. Благоустройство территории продолжалось 29 лет (1919–1948) с многочисленными дополнительными зданиями, средиземноморскими садами, скульптурами, бассейнами, фонтанами и перголой. Архитектором комплекса зданий была Джулия Морган.

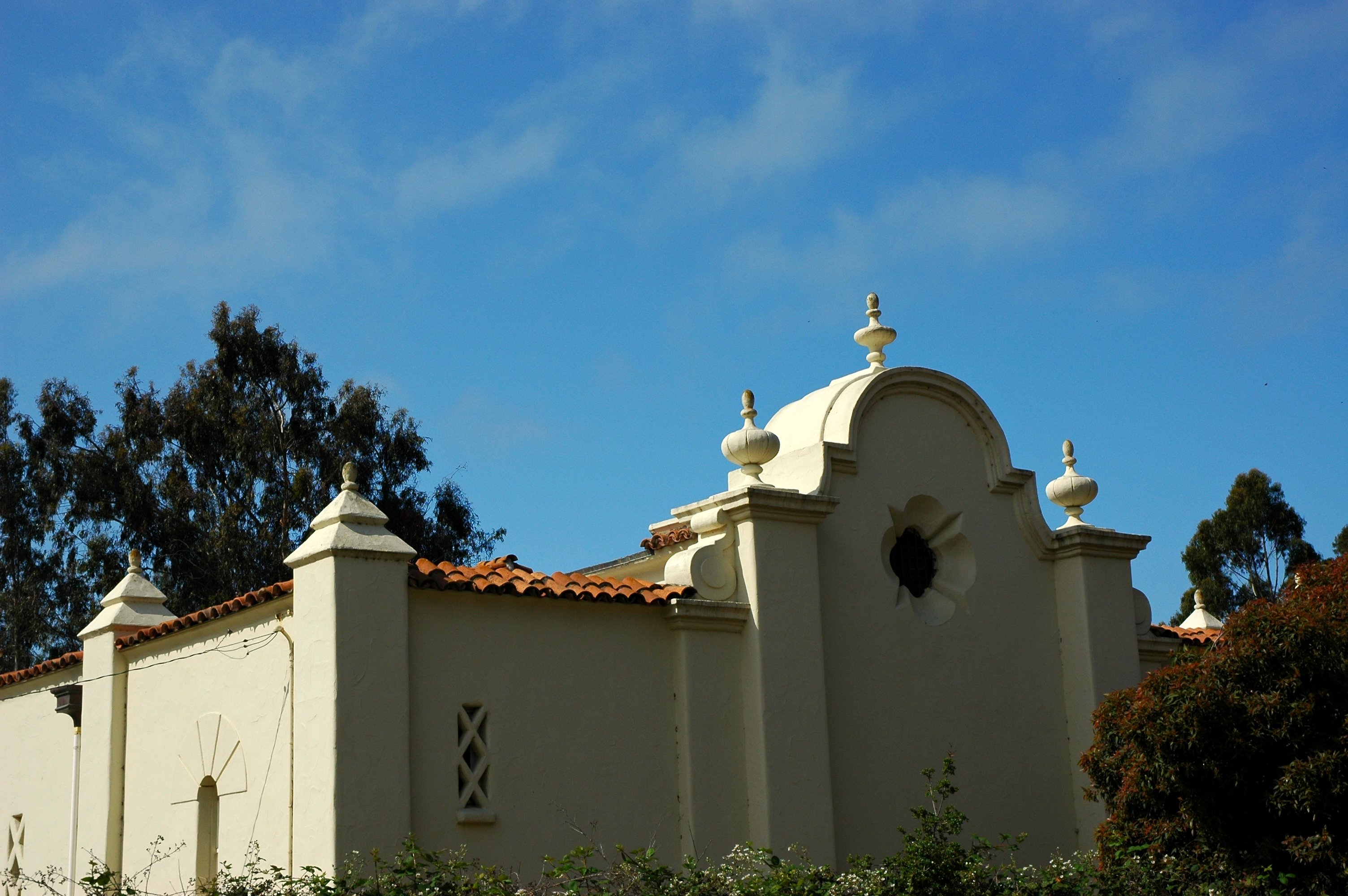
Здание в испанском неоколониальном стиле, спроектированное Джулией Морган, 1926—1927

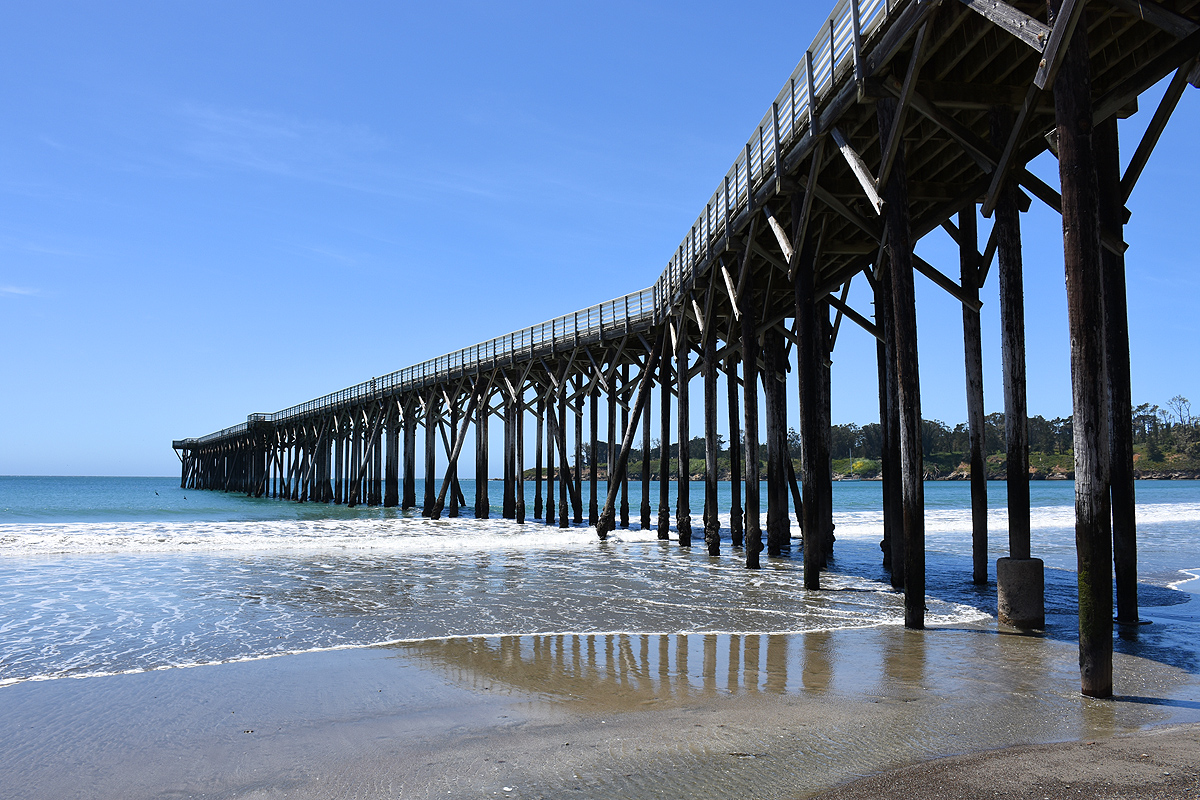
Исторический пирс Сан-Симеона

Херст умер в 1951 году, а в 1958 году его наследники передали 137 акров (55 гектаров) первоначальных владений, включая замковый комплекс и прилегающие земли, штату Калифорния в качестве национального исторического памятника Херст-касл. На территории также находятся несколько пляжей и другие места отдыха.